# Rousettus obliviosus
Rousettus obliviosus là một loài động vật có vú trong họ Dơi quạ, bộ Dơi. Loài này được Kock mô tả năm 1978.

## Hình ảnh

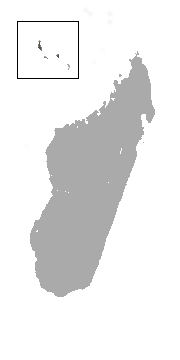